# Nortec Collective
Nortec Collective, anciennement Nortec, est un groupe de musique électronique originaire de Tijuana, à l'extrême nord-ouest du Mexique. Il joue un style de musique appelé nortec (en), qui est une contraction des termes norteño et techno, et se caractérise par la fusion entre le rythme et l'aspect dansant de la techno et la musique traditionnelle du Mexique.

## Biographie
Depuis 1999, le Nortec Collective tourne dans nombre de pays. Ils jouent aux Central Park SummerStage et Irving Plaza de New York et à l'Irving Plaza, ainsi qu'au Royal Festival Hall de Londres à l'Élysée-Montmartre de Paris.
En 2005, Nortec Collective sort l'album à succès Tijuana Sessions, Vol. 3, qui recevra deux nominations d'un Latin Grammy. En 2006, Nortec joue au LA Weekly Detour Festival de Los Angeles, avec Beck, Queens of the Stone Age, et Basement Jaxx. La musique vidéo Tijuana Makes Me Happy est dirigé para Dylan Verrechia. Il joue Que bonita bailas pour l'album de charité Silencio=Muerte: Red Hot + Latin Redux, produit par la Red Hot Organization. En 2008, sort l'album Nortec Collective Presents Bostich + Fussible: Tijuana Sound Machine. Tijuana Sound Machine de Bostich et Fussible est nommé meilleur album latino à la 51e édition des Grammy Awards. En 2008, Nortec sort le clip du morceau Polaris.
Corridos Urbanos de Clorofila est publié en 2010. Bulevar 2000 de Bostich + Fussible est publié en 2010 chez Nacional Records. Ils sortent leur dernier album, Motel Baja, le 16 septembre 2014 – Mexican Independence Day.
En avril 2015, ils jouent pour Boiler Room à Mexico. Le 12 janvier 2018, Nortec Collective: Bostich+Fussible joue au Ritz San Jose, en Californie.

## Membres

### Membres actuels
- Fussible (Pepe Mogt)
- Bostich (Ramon Amescua)

### Anciens membres
- Hiperboreal (Pedro Gabriel Beas)
- Clorofila (Jorge Verdin)
- Murcof (Fernando Corona Murillo) aka. Terrestre
- Plankton Man (Ignacio Chavez Uranga)
- Panóptica (Roberto Méndoza) aka. Panóptica Orchestra

## Discographie
- 1998 : Nortec Sampler
- 1999 : The Tijuana Sessions Vol. 1
- 2002 : Nortec Experimental
- 2005 : The Tijuana Sessions Vol. 3
- 2008 : Nortec Collective Presents Bostich+Fussible: Tijuana Sound Machine
- 2010 : Nortec Collective Presents Clorofila: Corridos Urbanos
- 2014 : Nortec Collective Presents Bostich+Fussible: Bulevar 2000